# Journal of Climate
Journal of Climate é uma revista científica publicada pela American Meteorological Society. A revista publica artigos sobre pesquisas climáticas, particularmente aquelas que envolvem a variabilidade atmosférica e oceânica, além de mudanças no sistema climático (inclusive aquelas causadas pela atividade da humanidade). Publica também previsões e simulações climáticas.